# 平塚 (暴力団)
平塚一家（ひらつか いっか）は、埼玉県さいたま市に本拠を置く博徒系暴力団で、指定暴力団・住吉会の2次団体。

## 歴史
『関東侠客列伝』には平塚の祖である内川勘次郎、初代である松本魁松、その他内川の子分たちの名前が載っているが、同著によると高麗郡平塚村（現在の川越市）出身である内川勘次郎は平塚の親分と呼ばれた。『顔役明鑑』によると内川は生井一家の井上吉五郎、佃政一家の金子政吉と兄弟分とあり、藤田五郎の『関西やくざ者』によると、内川は舎弟分である赤坂の一力大五郎に旧赤坂区一円を与えた。一力は金子政吉、近藤庄吉、市場亭マンキといった大親分の舎弟分でもあった。藤田は大親分である内川の事績は伝説の中にあり（日本制覇に乗り出した森田常吉を仲裁した等）現在では分からない点も多くあるとしている。やまと新聞の富士見十三州侠客投票では最高得票となり顧問の福地源一郎（池之端）から表彰されている。安藤昇の『やくざと抗争』は明治の話として、親分の女と仲良くなり新宿から追放された平松兼三郎を新宿へ戻し小金井一家新宿貸元（２代目）としたのは内川だとしている。
『関東侠客列伝』によると松本魁松は内川の子分金次郎の子分。大宮を縄張りとした。
四代目の頃、住吉連合に加入した。

## 歴代総長
- 祖 - 平塚勘次（内川 勘次郎）
- 初代 - 松本魁松
- 二代目 - 福島宇蔵
- 三代目 - 渡辺義雄
- 四代目 - 本條羊二
- 五代目 - 亀井利明
- 六代目 - 中村勝年
- 七代目 - 西谷 茂

## 最高幹部
- 総長 - 西谷 茂（住吉会運営委員長）